# Fuendetodos
Fuendetodos je mali gradić u istočnoj Španjolskoj, u blizini Zaragoze.

## Zanimljivosti
Poznat je po tome jer je rodno mjesto slikara Francisca Goye. 

## Vanjske poveznice
- Službena stranica gradskog poglavarstva Fuendetodosa